# Uitgebreide partitie
Een uitgebreide partitie of extended partition is een partitie op een harde schijf. Een uitgebreide partitie bevat op haar beurt weer andere partities (volumes).
Een partitie die zich in een uitgebreide partitie bevindt heet een logische partitie.
In de partitietabel van het Master boot record kunnen slechts vier partities worden beschreven. Zijn dat vier primaire partities, dan is de schijf daarmee volledig gepartitioneerd. Het kunnen echter ook (maximaal) drie primaire partities en een uitgebreide partitie zijn.
De eerste sector van de uitgebreide partitie bevat op zijn beurt weer een partitietabel. Ook hierin kunnen slechts vier partities worden beschreven (de rest van de sector wordt niet gebruikt). In de praktijk worden er maar twee partities beschreven waarvan er een weer een uitgebreide partitie is. Zodoende is het aantal partities onbeperkt.
Partitioneringsprogramma's, zoals fdisk, tonen deze structuur echter niet - ze doen het voorkomen dat alle logische partities gelijkwaardig zijn binnen de ene uitgebreide partitie.
Bij producten van Microsoft, zoals DOS en Windows, worden letters gebruikt voor de verschillende partities, de zogenaamde schijfletters. Het beschikbare aantal schijfletters is daardoor soms beperkt zoals dat alleen het gebruik van de schijfletters C tot en met Z is toegestaan.
Onderstaande tabellen tonen een voorbeeld van de feitelijke en de schijnbare structuur van een gepartitioneerde schijf. De schijf bevat drie primaire partities en een uitgebreide partitie met daarbinnen drie logische partities.
In de eerste tabel zijn waarden vermeld van de beginpositie en de lengte van de partities. Deze waarden dienen als voorbeeld - in werkelijkheid is een partitie van tien miljoen of meer sectoren geen uitzondering.
Uit de cijfers blijkt onder andere dat de startpositie van een logische partitie relatief is. Bijvoorbeeld, partitie F begint op sector 10 in een uitgebreide partitie, en die uitgebreide partitie begint op sector 120. Partitie F begint dus op sector 130 van de schijf.
Verder valt het op dat een partitie niet op sector 1 begint. Aan het begin van de schijf (op sector 0) en het begin van elke uitgebreide partitie staat de partitietabel, en de partitionering zou direct daarna kunnen beginnen. In werkelijkheid houden de partitioneringsprogramma's een aantal sectoren vrij. Vanouds is dat een heel track van de schijf, meestal 63 sectoren, zodat de eerste partitie op sector 63 begint. Het partitioneringsprogramma van Windows Vista laat de eerste partitie pas op sector 2048 beginnen. De vrijgehouden ruimte kan worden gebruikt voor administratieve gegevens, zoals een back-up van de partitietabel of een multibootprogramma.
| Feitelijke structuur                          | Feitelijke structuur                             | Feitelijke structuur                             | Feitelijke structuur                             |
| Partitietabel in MBR                          | Partitietabel aan begin van uitgebreide partitie | Partitietabel aan begin van uitgebreide partitie | Partitietabel aan begin van uitgebreide partitie |
| Sector 0                                      | Sector 120                                       | Sector 160                                       | Sector 220                                       |
| --------------------------------------------- | ------------------------------------------------ | ------------------------------------------------ | ------------------------------------------------ |
| 1. primaire partitie C start 10, lengte 30    |                                                  |                                                  |                                                  |
| 2. primaire partitie D start 60, lengte 40    |                                                  |                                                  |                                                  |
| 3. primaire partitie E start 100, lengte 20   |                                                  |                                                  |                                                  |
| 4. uitgebreide partitie start 120, lengte 300 | 1. logische partitie F start 10, lengte 30       |                                                  |                                                  |
| 4. uitgebreide partitie start 120, lengte 300 | 2. niet gebruikt                                 |                                                  |                                                  |
| 4. uitgebreide partitie start 120, lengte 300 | 3. niet gebruikt                                 |                                                  |                                                  |
| 4. uitgebreide partitie start 120, lengte 300 | 4. uitgebreide partitie start 40, lengte 260     | 1. logische partitie G start 10, lengte 50       |                                                  |
| 4. uitgebreide partitie start 120, lengte 300 | 4. uitgebreide partitie start 40, lengte 260     | 2. niet gebruikt                                 |                                                  |
| 4. uitgebreide partitie start 120, lengte 300 | 4. uitgebreide partitie start 40, lengte 260     | 3. niet gebruikt                                 |                                                  |
| 4. uitgebreide partitie start 120, lengte 300 | 4. uitgebreide partitie start 40, lengte 260     | 4. uitgebreide partitie start 60, lengte 200     | 1. logische partitie H start 10, lengte 190      |
| 4. uitgebreide partitie start 120, lengte 300 | 4. uitgebreide partitie start 40, lengte 260     | 4. uitgebreide partitie start 60, lengte 200     | 2. niet gebruikt                                 |
| 4. uitgebreide partitie start 120, lengte 300 | 4. uitgebreide partitie start 40, lengte 260     | 4. uitgebreide partitie start 60, lengte 200     | 3. niet gebruikt                                 |
| 4. uitgebreide partitie start 120, lengte 300 | 4. uitgebreide partitie start 40, lengte 260     | 4. uitgebreide partitie start 60, lengte 200     | 4. niet gebruikt                                 |

| Schijnbare structuur | Schijnbare structuur |
| -------------------- | -------------------- |
| primaire partitie C  |                      |
| primaire partitie D  |                      |
| primaire partitie E  |                      |
| uitgebreide partitie | logische partitie F  |
| uitgebreide partitie | logische partitie G  |
| uitgebreide partitie | logische partitie H  |